# میره تپه
میره تپه مربوط به دوران‌های تاریخی پس از اسلام است و در شهرستان قروه، روستای صندوق آباد واقع شده و این اثر در تاریخ ۲۵ اسفند ۱۳۷۹ با شمارهٔ ثبت ۳۶۰۸ به‌عنوان یکی از آثار ملی ایران به ثبت رسیده است.